# بلدة بلبري (مقاطعة واشنطن)
بلدة بلبري (بالإنجليزية: Belpre Township)‏، هي واحدة من اثنين وعشرين بلدة في مقاطعة واشنطن، أوهايو، الولايات المتحدة. في تعداد عام 2000 كان هناك 4،192 شخصًا في البلدة.

## الاسم والتاريخ
اسم البلدة مشتق من الفرنسية ويعني "مرج جميل"، وهي البلدة الوحيدة على مستوى الولاية.

## رابط خارجي
- County website